# Тополи (село, Харьковская область)
Топо́ли (укр. Тополі) — село в Купянском районе Харьковской области Украины. До 19 июля 2020 года входило в состав Двуречанского района.
До 1745 года, было городом, население составляли однодворцы (русские) и черкасы (нерусские), которые постоянно конфликтовали.
Код КОАТУУ — 6321881509. Население по переписи 2001 года составляет 261 (117/144 м/ж) человек.

## Географическое положение
Село Тополи находится на правом берегу реки Оскол, примыкает к границе с Россией, выше по течению расположено село Пригородные Тополи (Россия), на противоположном берегу село Пески, в 3,5 км — село Строевка, в 8-и км — село Каменка.
Рядом небольшой лесной массив урочище Ульяшкино.
Раньше село было административным центром сельского совета.

## История
- 1650 — дата основания[5].
- В 1695 году в Тополях были подняты беспорядки в итоге которых местный сотник был вынужден бежать и обратиться за помощью к двуречанскому сотнику Якову Сагуну, Купянскому и Сеньковскому.[6]
- 23 ноября 1819 года, Слободско-Украинского Губернского Купянского уезда слободы Тополей войсковые обыватели нижеподписавшиеся, решили открыть училище, в марте 1820 Губернатор утвердил решение об открытии училища[7][8][нет в источнике].

В 19 веке в городе Тополи, находилось 2 церкви, Александра-Невского и Архангельская с более чем 2-х тысячами прихожан.
В 2022-2023 было покинуто местными жителями из-за большого количества мин.
В конце февраля 2025 года в ходе боёв за Купянск в рамках вторжения России на Украину село было занято Вооружёнными силами РФ.

## Достопримечательности
- Братская могила советских воинов. Похоронено 6 воинов.
- Меловые горы